# Leptoconops peneti
Leptoconops peneti är en tvåvingeart som först beskrevs av Langeron 1913.  Leptoconops peneti ingår i släktet Leptoconops och familjen svidknott.
Artens utbredningsområde är Tunisien. Inga underarter finns listade i Catalogue of Life.